# Camptomyia crucicula
Camptomyia crucicula är en tvåvingeart som beskrevs av Fedotova och Vasily S. Sidorenko 2005. Camptomyia crucicula ingår i släktet Camptomyia och familjen gallmyggor. Inga underarter finns listade i Catalogue of Life.